# معركة غوام (1941)

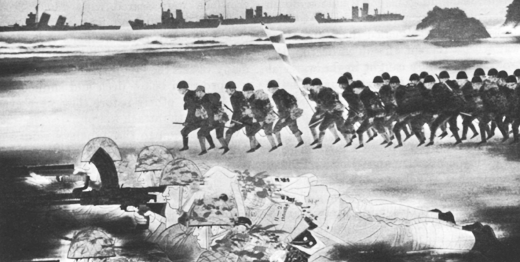
رسم ياباني يوضح عملية الإبرار الرئيسية لفوج المشاة الياباني رقم 144 على جزيرة غوام

معركة غوام الأولى (بالإنجليزية: First Battle of Guam) هي اشتباك وقع يوم 8 ديسمبر 1941 بين الإمبراطورية اليابانية والولايات المتحدة أثناء حرب المحيط الهادئ في الحرب العالمية الثانية في غوام بجزر الماريانا. أسفرت المعركة عن هزيمة الحامية الأمريكية واحتلال اليابانيين للجزيرة حتى معركة غوام الثانية سنة 1944.

## المعركة
في الساعة 04:45 من يوم 8 ديسمبر، أبلِغ حاكم الجزيرة، جورج ماكميلين، بالهجوم على بيرل هاربر. في الساعة 08:27 هاجمت طائرات يابانية برية من سايبان الثكنات البحرية، وساحة بيتي البحرية، ومحطة إذاعة لبيغن، وشركة ستاندرد أويل، وفندق بان أميركان. خلال الهجوم الجوي، غرقت السفينة كاسحة الألغام يو إس إس بنكون، أكبر سفينة بحرية في الجزيرة، بعد إسقاط طائرة يابانية واحدة على الأقل. قُتل ضابط وأصيب عدد من الرجال. استمرت الغارات الجوية في جميع أنحاء غوام في الصباح وبعد الظهر قبل أن تهدأ في الساعة 17:00.
في اليوم التالي، الساعة 08:30، استؤنفت الهجمات الجوية اليابانية، مع ما لا يزيد عن تسع طائرات مهاجمة في وقت واحد. وهوجمت نفس الأهداف التي هوجمت في اليوم السابق، وكذلك مقر الحكومة في أغانا وعدة قرى. في ذلك المساء، غادر أسطول الغزو الياباني المكون من أربع طرادات ثقيلة، وأربع مدمرات، وزورقي مدفعية، وستة من مطاردات الغواصات، وكاسحات الألغام، واثنين من مرافقات المدمرات، وعشر وسائل نقل (يوكوهاما مارو، وتشاينا مارو، وشيريبين مارو، وكلاي مارو، ودايفوكو مارو، وكوغيوكو مارو، وماتسو مارو، وموجي مارو، ونشيمي مارو، وأندينيس مارو) سايبان متجهًا إلى غوام. وقد أدى خطأ في جمع المعلومات الاستخباراتية إلى إفراط اليابانيين في استخدام الموارد ومهاجمة غوام بقوة غير متناسبة.
أنزل اليابانيون نحو 400 جندي من قوة الدفاع الخامسة من سايبان في غوام في الصباح الباكر من يوم 10 ديسمبر 1941، على شاطئ دونغكاس، شمال أغانا. هاجموا وهزموا بسرعة حرس القوة الجزرية في أغانا. ثم تقدموا نحو بيتي، متجهين نحو سومي والثكنات البحرية. وقعت الاشتباكات الرئيسية في ساحة إسبانيا في أغانا في الساعة 04:45 عندما قاتل عدد قليل من مشاة البحرية ورجال حرس القوة الجزرية مع جنود البحرية اليابانية. بعد مقاومة رمزية بعد الغزو، استسلم مشاة البحرية، بناءً على أوامر الحاكم ماكميلين الساعة 05:45. استسلم الحاكم ماكميلين رسميًا الساعة 06:00. وقعت مناوشات قليلة في جميع أنحاء الجزيرة قبل انتشار أنباء الاستسلام وألقت بقية القوات أسلحتها. أغرق إطلاق النار زورق الدورية الأمريكي واي بّي-16 خلال الحدث، واستولت القوات البحرية اليابانية على الزورق واي بّي -17. تعرضت سفينة شحن أمريكية لأضرار على يد اليابانيين.
في غضون ذلك، أنزلت مفرزة البحار الجنوبية اليابانية (نحو 5500 رجل) بقيادة اللواء توميتارو هوري في خليج تومون في الشمال، وعلى الساحل الجنوبي الغربي بالقرب من ميريزو، وعلى الشاطئ الشرقي للجزيرة في خليج تالوفوفو في عمليات إنزال منفصلة.
كانت خسائر مشاة البحرية الأمريكية خمسة قتلى و13 جريحًا (بما في ذلك الهجوم الجوي الياباني السابق على الجزيرة، وخسائر مشاة البحرية 13 قتيلًا و37 جريحًا). فقدت البحرية الأمريكية ثمانية قتلى بينما قُتل أربعة من حرس غوام التابعين للقوة الجزرية وأصيب 22 آخرون. وقُتل جندي من البحرية اليابانية وجُرح ستة. قُتل الجندي كوفمان من الدرجة الأولى الخاصة على يد اليابانيين بعد الاستسلام.
قتل اليابانيون ثلاثة عشر مدنيًا أمريكيًا خلال المعركة. تملص ستة بحارة من البحرية الأمريكية من أسر اليابانيين بدلًا من الاستسلام، استعاد اليابانيون خمسة منهم في النهاية وقطعوا رؤوسهم. نجا جورج راي تويد، وهو رجل مخابرة في البحرية الأمريكية وواحد من الرجال الستة الأصليين، بمساعدة شعب شامورو المحليين. نقلوه من قرية إلى أخرى، وفي بعض الأحيان عرضوا عائلاتهم للخطر من أجل حمايته. عرف اليابانيون أنه لا يمكن لأمريكي مجهول الاختباء دون أي شكل من أشكال المساعدة. ونتيجة لذلك، استجوبوا المشتبه فيهم من الشامورو وعذبوهم وقطعوا رؤوسهم. على الرغم من الاعتداءات، حمى شعب شامورو الموالي للولايات المتحدة تويد. تمكن رجل المخابرة من التخفي سرًا طوال عامين ونصف من الاحتلال.